# 인간공학

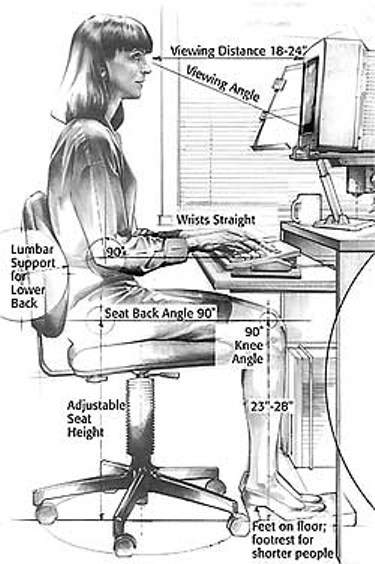

인간공학(人間工學, 영어: human factors or ergonomics)은 인간의 신체적 인지적 특성을 고려하여 인간을 위해 사용되는 물체, 시스템, 환경의 디자인을 과학적인 방법으로 기존보다 사용하기 편하게 만드는 응용학문이다. 인간공학은 산업공학에 그 뿌리를 두며 신체운동학, 인지심리학 등과 깊은 연관을 맺고 있다. 또한 인간행동연구, 인간과 컴퓨터 상호작용, 인체역학, 제품 디자인 공학 등과 함께 발전하고 확장되어 왔으며. 최근에는 산업디자인 분야에도 그 영향을 미치고 있다. 일반적으로 많이 쓰이는 인체공학이라는 말은 잘못된 번역이다. 최근에는 각 분야를 대표하는 저널의 이름을 따라, Ergonomics는 주로 신체적 인간공학을 대표하는 표현으로 쓰이며 Human Factors는 인지적 인간공학을 대표하는데 쓰이는 경우가 많다. 인간공학적으로 적절하게 만들어진 디자인은 단순히 효율이 높거나 편리하거나 편한 사용성의 문제 뿐 아니라 반복된 긴장으로 인한 상해나 오랜 기간 동안 사용함으로써 얻을 수 있는 장애 또한 고려해야 한다.

## 정의
국제인간공학협회(The International Ergonomics Association)에서는 다음과 같이 인간공학을 정의하고 있다.: "인간공학은 인간과 다른 시스템의 요소들간에 일어나는 상호작용을 이해하고 연구하는 과학 분야이며 이로부터 얻어진 이론, 원리, 데이터와 방법론을 통해 인간의 복지를 향상시키고 전체적 시스템 효율을 최적화 시키는 디자인을 말한다."

## 의의
인간공학은 인간의 심리적·물리적인 기능과 특성을 연구하여 인간의 특성을 충분히 인식하면서 인간의 특성으로 연구하여 인간의 특성을 충분히 인식하면서 인간의 특성으로 가장 정확하게 그리고 용이하게 조작할 수 있도록 기계시스템을 설계하는 것을 목적으로 하는 새로운 학문이다. 다시 말하면 이것은 인간대 기계의 문제를 공학적인 문제로 해결하려는 학문이라 할 수 있다.
옛날부터 인간은 크고 작은 도구를 사용하여 왔다. 이와 같은 도구는 인간이 자유롭게 사용할 수 있었으나 과학문명이 발달함에 따라 이러한 도구는 거대한 기계 또는 기계시스템으로 변화되었으며, 이것은 종류에 따라 인간 능력의 한계외의 물건이 되어 버린다. 이와 같이 기계의 복잡성으로 인하여 기계와 그것을 조작하는 인간과는 갭이 생기게 되고, 이와 같은 갭을 조정하는 것이 여기서 말하는 인간공학의 임무라고 할 수 있다. 근대과학과 같이 기계의 공학적인 측면은 가속도로 발전되고 있으나 인간의 체력과 형태는 별로 변화되지 않고 있으며, 오히려 퇴화되는 상태에 있다. 따라서 여기에 중요한 과제가 야기된다. 즉, 인간이 다룰 수 없는 극히 복잡하고 성능이 좋다고 과학적으로 인정되는 기계를 생산할 것이냐 그렇지 않으면 인간의 심리적·생리적 또는 물리적 측면에서 효과적으로 조작할 수 있는 덜 복잡하고 생산능력이 약간 떨어지는 기계를 생산할 것이냐 하는 문제가 발생한다.

## 발전과정
인간과 기계와의 사이에 커다란 모순이 존재하고 있다는 점에 관심을 두게 된 것은 제2차 세계대전 중의 미국 공군이었다. 항공기의 공학적인 기술은 급속히 발전되고 있음에도 불구하고 조종사들의 질은 점점 저하되어 갔다. 그래서 미국 공군당국은 당시 실험심리학자인 피츠(P. Fitts)와 차파니스(A. Chapanis)에게 연구조사를 의뢰하였다. 피츠가 624명의 조종사와 면접하여 얻은 결론은 공학적으로는 우수하다고 생각되었던 설계가 파일럿들에게는 여러 가지 문제를 야기시킨다는 것을 발견하게 되었다. 예를 들면 어떤 파일럿들은 고도계(高度計)의 지침을 잘못 읽어 저공을 비행하였으며, 또한 다른 파일럿은 항공기의 좌석배치 등이 달랐기 때문에 다른 항공회사 제품의 항공기의 사용방법을 몰라서 곤난을 당했다는 것을 발견하였다. 그래서 피츠는 항공기의 지침 생산시의 오차의 범위를 다수의 피검자로 하여금 실험케 하여 그 중에서도 오차율이 적은 것을 공군기용으로 채택해야 된다고 주장하였으며, 후자의 경우는 품질관리에서 취급하는 조종좌석의 배치를 인간 공학적인 면에서 최적위치를 선정, 공군으로서 표준을 결정해야 한다고 주장했다. 이같은 피츠 등의 개선제안(改善提案)이 대단히 효과적인 것임을 알게 되어 미국 공군에서 인간공학을 정식으로 채택하게 되었다.

## 인간공학전문가
인간공학 전문가는 이러한 응용분야에서 어떻게 사람들이 제품, 도구, 절차 등과 어떻게 상호작용하는지에 대해 연구하여 이를 기업에서 제품과 서비스를 개선하도록 하여 생산성과 제품경쟁력, 사용성 그리고 사용자 만족을 향상시키는 역할을 수행한다. 인간공학전문가의 학문 배경은 다양한 편이다. 인지심리학, 산업심리학, 문화인류학, 산업공학, 컴퓨터공학, 산업디자인, 인터렉션디자인 등이다. 이들 분야의 학문에서는 인간공학을 교과목 중 하나로 교육하고 있으며 각자 학문의 시각과 방법을 통해 인간공학 전문분야를 발전시키고 있다. 국가자격으로는 한국산업인력공단에서 주관하고 있는 인간공학 기사, 기술사가 있다.

## 용어
인적 요인과 인간 공학 (Human factors and Ergonomics)인적 요인은 인간과 관련된 모든 분야에서 과학적,체계적으로 사람과 사람들의 관계와 사람들이 만들어내는 시스템과 제품의 상관관계를 다룬다. 한편 인간공학(Ergonomics)은 1949년 뮤렐에 의해 만들어진 그리스어 "Ergon:Work"와 "Nomos:natural law"의 합성어이다. 그는 인간공학을 "작업 환경속에서의 인간에 관한 학문"이라고 정의하였다.유럽에서는 주로 Ergonomics라고 하며 미국 쪽에서는 Human Factors라고 칭하는 경우가 많다. 보통은 Human Factors가 Erogonomics 보다 넓은 의미로 여겨지기도 하나 최근에는 Ergonomics는 신체적 인간공학 Human Factors는 인지적 인간공학을 대표하는 데 주로 쓰인다.

### 인간공학과 유사명칭
인간공학과 비슷한 내용의 학문으로 유사한 명칭이 몇 개 더 있다. 인간공학이라는 명칭은 이미 미국에서 1920년대부터 사용되어 왔으며, 이미 언급한 실험심리학(實驗心理學)을 공학적인 설계에 이용한다는 것이 불가결한 사실로 되어 왔기 때문에 이 양자가 합쳐져서 공학심리학(工學心理學)이라는 새로운 개념이 생겨나게 되었다.
이와 같은 공학 심리학은 미국의 대(對)소련 미사일 방위망의 설계와 아폴로 우주계획 같은 전세계와 우주간에 걸치는 대규모적인 것으로 변하게 되었다. 그 때문에 지금까지와 같은 다이얼을 돌린다거나 버튼을 누른다는 형태 등만을 생각하던 좁은 범위의 인간공학으로부터 탈피해야 된다는 것을 요구하게 되었다.

## 인간－기계조직
인간－기계조직이라 함은 인간과 기계의 상호관계를 표시하는 용어이다. 즉, 작업자와 공작기계, 항공기 조종사와 제트 비행기, 또는 주부와 가정 전기제품 등과 같이 인간과 기계가 존재하고 있는 모든 곳에서 생기고 있는 시스템을 말한다. 이와 같이 인간과 기계와의 관계는 기계로부터 정보가 인간에게 내보내지면 인간은 감각기관을 통하여 그것을 받아들여 그 정보에 기해서 판단을 하고 조정장치를 조작해서 기계에 명령을 전달한다는 루프를 형성하고 있다. 인간－기계조직의 가장 적절한 설계가 되기 위해서는 다음 사항에 유의하지 않으면 안 된다.

### 인간 특성에 관한 기초자료의 수집
인간은 감각의 특성, 환경에 대응하는 특성, 생리특성, 작업능력의 특성 등 여러 특성을 가지고 있다. 따라서 이와 같은 특성에 대한 자료를 정비하여 두지 않으면 안 된다.

### 기계특성의 정확한 파악
이미 설계된 기계와 인간과의 원활한 관계를 유지하기 위하여는 기계의 정확한 특성, 즉 활동할 수 있는 범위 용량, 환경에 대한 특성 등을 알고 있어야 한다.

### 인간·기계간의 정확·신속한 정보전달
정확 신속하게 전달되도록 할 것. 인간의 명령이 정확 신속하게 기계에 전달되고, 기계의 반응이 인간의 시각·청각 또는 촉각 중 어느 것을 선택하면 가장 적합한가를 결정한다.

### 의사결정의 용이
인간의 명령에 대한 기계의 반응을 판단함에 있어서 복잡성을 강요한다면 인간－기계의 관계는 원활함을 유지하지 못한다.

### 통제기능의 원활
기계에 대한 통제는 특히 중요하며, 통제수단이 되는 기계의 형태·크기·색깔·와이어 및 설명서 등이 인간에게 의식되기 용이하게 만들어져야 한다.

### 환경에 대한 인간·기계특성의 유의
기계에 유리하며 필연적인 작업환경이 인간에게 불리한 경우는 많다. 온도·습도·색채·소음·진동·먼지·가스·방사능·기압 등의 환경조건을 적정화시킨다.
또 기계 특성에 영향을 미치는 외부의 변화에 대한 정보를 정확 신속히 전달할 수 있는 매개체를 설계할 것이며, 기계의 정비가 용이하도록 설계해야 한다.

## 주요분야
국제인간공학협회 (International Ergonomics Association, IEA)에서는 넓게 인간공학을 다음의 세 가지로 구분하고 있다.
신체적 인간공학(Physical Ergonomics)는 인간의 신체적, 생리적인면에서의 부하와 반응에 관해 다룬다. 손으로 어떤 물체를 다루는 일이라든가 작업장의 배치, 작업의 순서의 계획과 반복, 진동, 외부적 힘이 가해졌을 때 일어 날 수 있는 위험 요소와 정적이거나 동적인 상황에서 사람이 취하는 자세에서 올 수 있는 여러 가지 근육과 골격의 영향문제(근골격계질환)등을 다룬다.
인지적 인간공학(Cognitive Ergonomics)은 지각, 경계, 인지, 기억과 재생등의 인간 심리적인 정신 활동과 정신적 절차의 특성에 중점을 두어 인간과 다른 시스템과의 상호작용에서 미치는 영향을 연구한다. 정신적 업무부하, 불면증, 의사결정, 숙련작업, 심물리학, 인간요인오류, 인간과 컴퓨터 상호작용와 수련등이 관련 분야이다.
조직적 인간공학(Organizational Ergonomics)은 거시적 관점에서 인간공학문제를 보기 때문에 Macroergonomics라고 불리기도 한다. 조직의 구조, 정책 그리고 처리 과정들을 포함한 사회기술적인 시스템의 최적화와 효율화를 연구한다. 연관된 주제로는 작업계획, 직업만족도, 동기부여이론, 팀워크, 자택근무등이 있다.

## 역사
연관된 분야인 산업공학은 19세기 프레드릭 윈슬로우 테일러에 의해 선구적으로 연구된 인간의 작업장에서의 효율성을 과학적으로 연구하자고 하는 노력에서 발전되었다. 하지만 인간공학은 인간을 시스템의 부분이나 대상 혹은 취약한 부분으로 여기는 것이 아니라 사용자 중심의 디자인을 지향하는 것이 핵심적이다. 제2차 세계 대전 중에 미국에서는 새로운 항공기를 개발하기 위한 다양한 노력이 이루어졌는데 이때 복잡한 기계를 다루기 위한 인간의 능력에 대해 관심을 가지고 연구하기 시작했다. 특히 조작자의 인간으로서의 신체적, 생리적, 인지적인 특성과 행동에 대한 연구가 시작되었다. 1943년 미육군 소위인 알폰스 챕파니스는 비행기 조종석의 계기판을 보다 논리적이고 기능에 따라 차별화함으로써 조종사 실수를 줄일 수 있다는 것을 증명하였다. 이후 인간공학은 다양한 분야의 산업계에서 발전해 나갔다. 미국의 우주개발 과정에서는 중력에 몇배에 해당하는 뀨우잉비행사를 위한 인간공학적 연구가 이루어졌다. 1970년대 말부터 정보화 시대가 도래하자 인간공학의 주요 연구 분야에서 인간과 컴퓨터 상호작용에 대한 연구가 시작되었다. 또한 고도 산업사회에서 쏟아져 나오는 여러 제품과 시스템, 작업 환경을 개선하기 위한 다양한 노력이 기업에서 시작되었다.

## 인간공학과 기업
인간공학은 최근 항공기 산업·자동차 산업·기계제작 산업 등에서 많이 이용되고 있으며, 산업공학·생리학·방사능 생물학·물리학 등에 관심을 가지고 있는 학문이다. 그러면 이와 같이 인간의 특성에 관심을 두는 인간공학적인 방법을 기업이 이용할 경우 어떤 유리한 입장에 있을 수 있는가를 고찰한다.
첫째, 기업의 인간공학의 이용은 인간의 특성으로 볼 때 쓰기 좋고, 편리하며 안전성이 높다는 것을 의미하며 이것은 판매량의 증대를 가져온다. 둘째, 피로와 위험률이 감소되는 작업환경을 구현함으로써 종업원의 생산성이 향상된다. 셋째는 기업이 인간을 중요시한다는 인상을 소비자에게 부각시켜 기업에 대한 신뢰성이 증가될 수 있다는 것이다.

## 비즈니스 리엔지니어링
기업은 경쟁적 우위를 확보하기 위해서 동태적으로 변화하는 환경에 적응할 수 있도록 새로운 변신의 노력을 해야 한다.
비지니스 리엔지니어링(business reenineering)이란 기존의 모든 업무 방식을 새롭게 재구축하는 등 혁신적 노력을 통하여 기업의 생명력을 주입하려는 경영의 재창조적 과정을 의미한다. 즉 이것은 과거의 업무과정의 보완이 아니라 비즈니스 과정의 모든 흐름을 재구성하는 것이다.
이 기법의 창안자인 해머(Hammer)는 혁신의 대상으로서 관리의 모든 과정, 즉 개발, 조직, 기업문화 등 관리과정 모두가 변화되어야 한다고 주장한다. 그는 업무처리 과정에 대한 재설계, 업무의 단순한 통합이 아닌 연계화, 업무의 중복수행 방지, 업무수행현장 부서에의 결정권 위양, 현장정보에 치중하는 정보관리 시스템 도입, 경영자원의 중앙집권적 활용 등 모든 관리영역에 대하여 창조적 변신을 도모하려는 것이 비즈니스 리엔지니어링이라고 설명한다.
그러나 그러한 변신을 도모하려면 무엇보다도 중요한 것은 고착화된 통념과 관행에서 경영 전체가 벗어나야 하고, 최고경영층의 태도가 바뀌어져야 한다.

## 비주얼기업
비주얼기업(visual corperation)은 차세대에 성공할 수 있는 기업모델을 개발하기 위해서, 동종업체, 협력업체는 물론 경쟁업체간에도 합작 또는 협력관계를 유지하여 이들 기업간에 첨단정보기술을 활용하고 정보를 공유함으로써 신기술개발과 시장개척을 효율적으로 실행할 수 있는 기업을 말한다.
이 경우 참여회사들은 구체적인 시장기회를 활용하기 위하여 적극 협력하므로 협력기간 동안 강한 공동운명체 의식을 공유한다. 그러나 그 존재의 필요성이 없게 되면 가상기업(VC)은 자연 해체된다.
가상기업은 급변하는 상황 속에서 보다 신속하고 유연하게 상황에 대처할 수 있는 장점이 있으나, 참여기업들간에 신뢰성이 결여되어 정보교환이 여의치 못할 경우 성과를 기대하기가 어렵다.
이 가상기업이 성공을 거두기 위해서는 우수한 참여 파트너, 우수한 인력, 우수한 정보를 갖추고 효과적인 상호작용을 해야 한다.

## 같이 보기
- 산업공학
- 사용자 중심 디자인
- 인간과 컴퓨터 상호작용
- 디자인 리서치